# Florian Zeller
Florian Zeller (ur. 28 czerwca 1979 w Paryżu) – francuski prozaik, dramaturg i reżyser. 
W 2004 roku otrzymał nagrodę Interallié za La fascination du pire. Jego powieści zostały przetłumaczone na dziesięć języków, a sztuki teatralne spotkały się z wielkim sukcesem i uznaniem krytyków. Podczas 93. ceremonii wręczenia Oscarów w 2021 roku razem z Christopherem Hamptonem otrzymał statuetkę za najlepszy scenariusz adaptowany filmu Ojciec, a Anthony Hopkins za najlepszą męską rolę pierwszoplanową.

## Publikacje
- La fascination du pire
- Neiges artificielles
- Les amants du n’importe quoi
- Julien Parme

## Sztuki teatralne
- Ojciec (Le Père)
- L’autre
- Le manège
- Si tu mourais

## Filmy, ekranizacje
- Ojciec, 2020